# 導盲馬

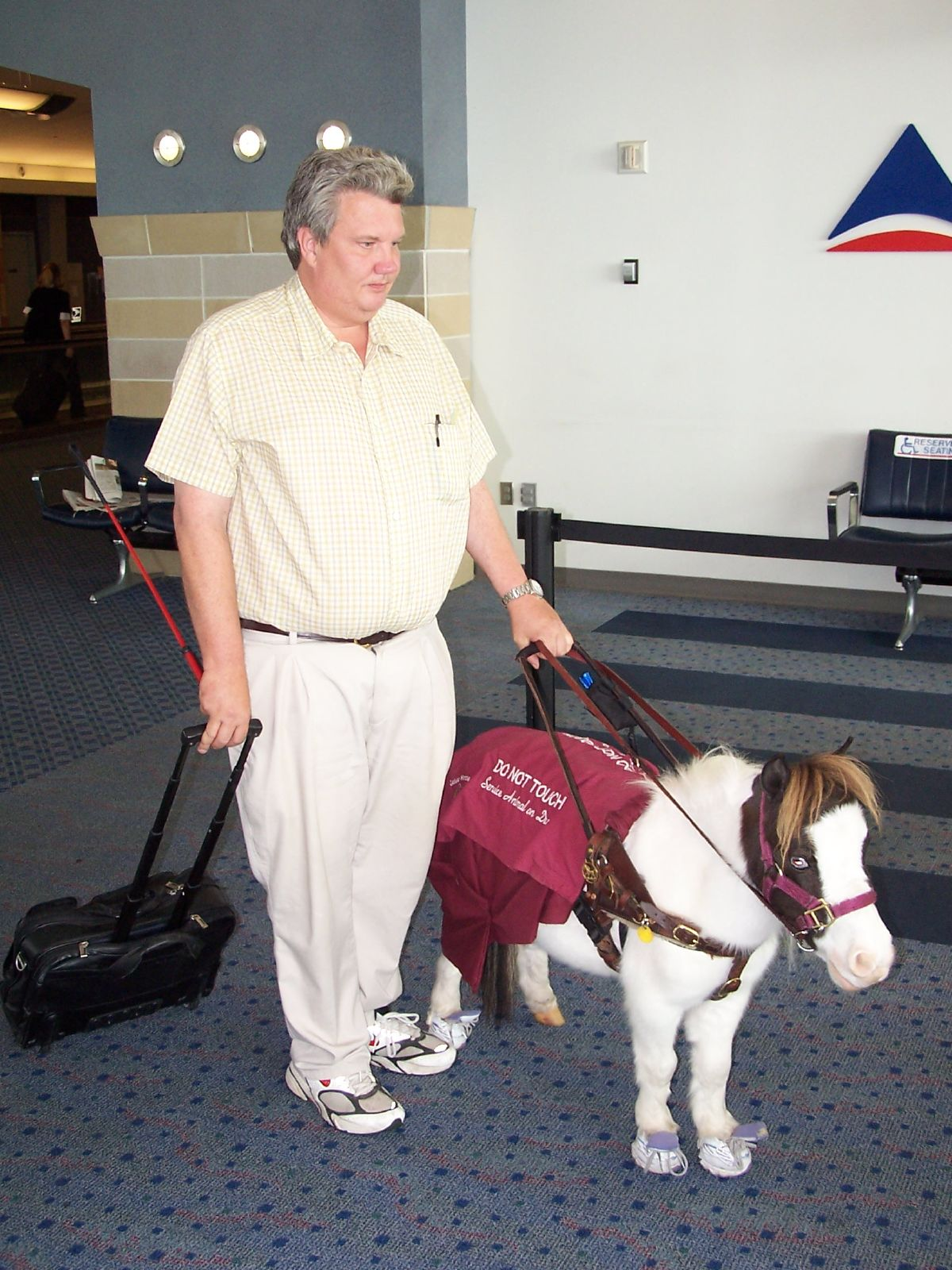
在機場的導盲馬。

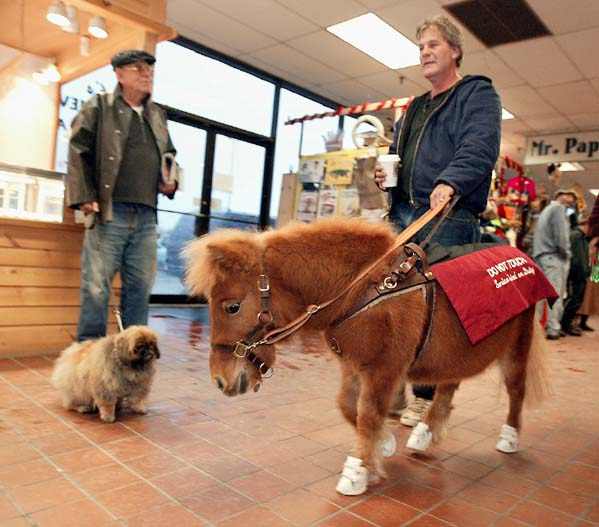
在商場中的導盲馬。

導盲馬（英語：Guide horse）是指經過訓練、替視障人士引路的矮種馬匹，性質與導盲犬類似。由位於美國北卡羅萊納州、1999年創立的導盲馬基金會提供。與導盲犬相比，導盲馬較不會分心。英國首位導盲馬訓練專家凱蒂·史密斯表示導盲馬的壽命比導盲犬更長，可活至四、五十歲。

## 歷史
2001年，美國緬因州視障男子丹恩·蕭（Dan Shaw）買下經過訓練的導盲馬「嘉朵」（Cuddles），為世界上首匹導盲馬。嘉朵能夠幫助或帶領丹恩·蕭完成許多事，如逛商店；牠在完成一天的工作後便待在马厩裡。2003年，「嘉朵」成為美國首匹搭乘飛機的馬。
2018年，英國首度引進導盲馬「迪格比」（Digby），是該國的第一匹導盲馬，現正接受訓練中。